# Białoprądnicki-Palais Krakau

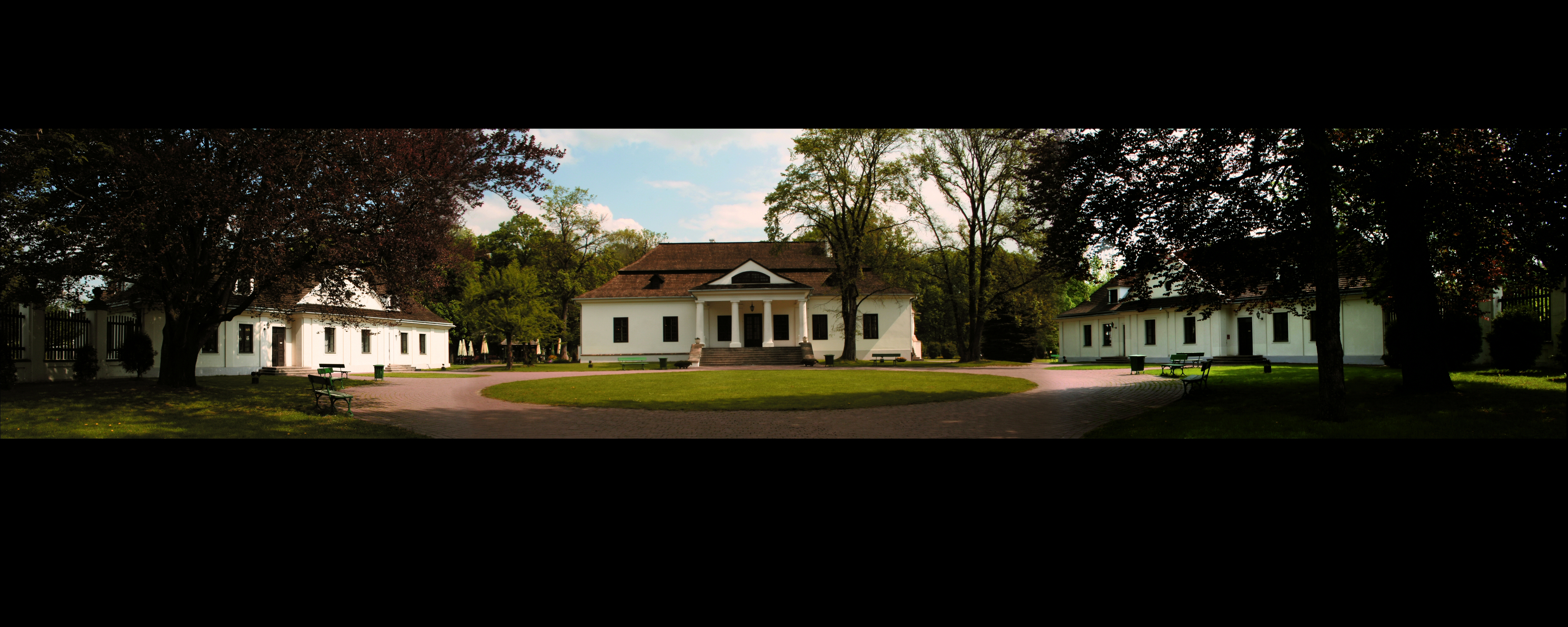
Białoprądnicki-Palais vom Hof gesehen

Das Białoprądnicki-Palais (polnisch Dworek Białoprądnicki) in Krakau (Woiwodschaft Kleinpolen) ist ein Palais, das für den  Krakauer Bischof Samuel Maciejowski erbaut wurde.

## Lage und Beschreibung
Das Gebäude liegt im Tadeusz-Kościuszko-Park in Prądnik Biały, einem Stadtteil ca. fünf Kilometer nördlich der Krakauer Altstadt, an der ehemaligen Handelsstraße Richtung Kielce.

## Geschichte
Samuel Maciejowski ließ das Palais von 1545 bis 1550 anstelle einer gotischen Burg erbauen, die bereits 1421 und 1468 als Eigentum der Krakauer Bischöfe in den Urkunden auftaucht. In das Renaissance-Palais in der Sommerfrische lud Maciejowski bedeutende Literaten und Humanisten seiner Zeit ein, so Łukasz Górnicki, Mikołaj Rej oder Jan Kochanowski. Bischof Andrzej Zebrzydowski baute sie als Palazzo in fortezza mit 33 Kanonen aus. Bischof Piotr Gembicki restaurierte um 1642 das Palais grundlegend. Im 18. Jahrhundert gaben Francesco Placidi und Giacomo Fontana unter den Bischöfen Andrzej Stanisław Załuski und Kajetan Sołtyk dem Gebäude und dem Garten eine klassizistische Form. Während der Konföderation von Bar und des Kościuszko-Aufstands wurde das Palais in Mitleidenschaft gezogen und danach verkleinert. Später verfiel das Gebäude, bis es in den 1970er Jahren grundlegend restauriert wurde und seither als Kulturzentrum dient.